# Plataks pospolity
Plataks pospolity (Platax orbicularis) – ryba z rodziny szpadelkowatych. Spotykana w hodowlach akwariowych.
Występowanie: Ocean Indyjski i Ocean Spokojny